# Rhinobothryum bovallii
Rhinobothryum bovallii е вид змия от семейство Смокообразни (Colubridae). Видът не е застрашен от изчезване.

## Разпространение
Разпространен е във Венецуела, Еквадор, Колумбия, Коста Рика, Никарагуа, Панама и Хондурас.